# El gran minué
El gran minué es una obra de teatro en tres actos de Víctor Ruiz Iriarte, estrenada en 1950.

## Argumento
En una Corte europea del siglo XVIII, la campesina Diana de Lenoir se ha convertido en la nueva favorita del rey. Para integrarse en la corte del monarca, recibe lecciones en diversas disciplinas artísticas. Se cruza en su camino Valentín, un idealista que aspira a que se imponga en la corte un sistema basado en los principios de la moral. Ambos se enamoran, con la fiera oposición del señor Nicolás de Gravelot, el primer ministro, que ejerce gran influencia sobre el soberano. Con eso y con todo, Nicolás nombra ministro a Valentín para probar su lealtad a los principios morales que afirma defender. El joven se topa sin embargo con la resistencia del resto de miembros del Consejo de Gobierno y no consigue sacar adelante su propuesta. Sólo encuentra consuelo en Diana, con la que finalmente escapa.

## Estreno
- Teatro Español, Madrid, 8 de diciembre de 1950. 
  - Dirección: Cayetano Luca de Tena.
  - Intérpretes: Elena Salvador (Diana), Gabriel Llopart (Valentín), Guillermo Marín (Nicolás), María Jesús Valdés, José Capilla (el rey), Alberto Bové, Julia Delgado Caro, Maruja Recio, Esperanza Grases, Adela Carboné, Cándida Losada, Fernando Delgado.